# Wolfgang Clement
Wolfgang Clement (/ˈvɔlfɡaŋ ˈkleːmɛnt/) est un homme politique allemand né le 7 juillet 1940 à Bochum et mort le 27 septembre 2020 à Bonn. Il est membre du Parti social-démocrate d'Allemagne (SPD) entre 1970 et 2008.
Après avoir été porte-parole du SPD entre 1981 et 1985, il est nommé directeur de la chancellerie de Rhénanie-du-Nord-Westphalie en 1989. En 1993, il devient député régional, puis ministre de l'Économie du Land après les élections de mai 1995. Trois ans plus tard, en mai 1998, il est choisi pour prendre la succession de Johannes Rau en tant que ministre-président.
Il est reconduit dans ses fonctions à l'issue des élections de mai 2000, puis choisi cinq mois plus tard par Gerhard Schröder comme ministre fédéral de l'Économie et du Travail, prenant la tête d'un « super-ministère » qu'il occupe jusqu'en novembre 2005.
Retiré de la politique, il choisit de quitter le SPD en 2008 après avoir exposé son désaccord sur la politique énergétique. Il devient en 2012 président d'un cercle de réflexion libéral soutenu par le patronat allemand.

## Biographie

### Jeunesse et formation
En 1960, après avoir passé son baccalauréat à Bochum, Wolfgang Clement travaille quelques mois en tant que journaliste volontaire auprès du quotidien Westfälische Rundschau. Il s'inscrit ensuite en droit à l'université de Münster et passe son premier diplôme juridique d'État en 1965.
Il réalise son stage de trois ans à l'Institut de droit processuel de l'université de Marbourg et obtient son second diplôme juridique d'État en 1968.

### Ascension dans l'appareil du SPD
Wolfgang Clement retourne alors travailler au Westfälische Rundschau, en tant que rédacteur politique, puis chef du service politique, devenant enfin rédacteur en chef adjoint. Il adhère au Parti social-démocrate d'Allemagne en 1970 et est nommé, 11 ans plus tard, porte-parole du comité directeur fédéral.
Promu coordonnateur fédéral adjoint en 1985, il abandonne l'ensemble de ses responsabilités l'année suivante. Il est recruté par le Hamburger Morgenpost, pour occuper le poste de rédacteur en chef, en 1987.

### Au gouvernement de Rhénanie-du-Nord-Westphalie
Wolfgang Clement fait son retour en politique en 1989, lorsqu'il est choisi par le ministre-président de Rhénanie-du-Nord-Westphalie Johannes Rau comme directeur de la chancellerie régionale, avec rang de secrétaire d'État.
Candidat lors des élections régionales du 13 mai 1990, il n'est pas élu mais se voit promu le 12 juin suivant ministre avec attributions spéciales, conservant ses responsabilités à la chancellerie. Le 1er octobre 1993, du fait de la démission de Wilhelm Vollmann, il entre au Landtag. Il est élu l'année suivante membre du comité directeur du SPD dans le Land.
Aux élections régionales du 14 mai 1995, alors que le SPD perd la majorité absolue qu'il détenait depuis 1980, il est réélu député, dans la 125e circonscription. Pour se maintenir au pouvoir, Johannes Rau est contraint de former une coalition avec l'Alliance 90 / Les Verts (Grünen). Au bout de deux mois, le 17 juillet, le gouvernement est formé, dans lequel Wolfgang Clement est ministre de l'Économie, des Petites et moyennes entreprises, des Transports et de la Technologie. Il devient, en 1996, vice-président régional du SPD.

### Ministre-président du Land
Lorsque Rau, au pouvoir depuis septembre 1978, choisit de renoncer à ses fonctions avant la fin de son cinquième mandat, en 2000, Wolfgang Clement est naturellement choisi pour le remplacer. Il est investi par le Landtag au poste de ministre-président de Rhénanie-du-Nord-Westphalie le 27 mai 1998 et maintient l'alliance avec les écologistes.
Lors de la formation de son gouvernement, le 9 juin suivant, le ministre de la Justice Fritz Behrens est désigné ministre de l'Intérieur et de la Justice. Huit mois plus tard, le 9 février 1999, la Cour constitutionnelle considère que la fusion des deux ministères contrevient aux pouvoirs du Parlement régional. Sous la pression des Grünen, il annonce la recréation des deux départements distincts le 1er mars.
Le 8 décembre 1999, lors du 29e congrès fédéral du SPD à Berlin, il est élu vice-président fédéral, sous la présidence du chancelier Gerhard Schröder.
Moins de six mois plus tard, il mène les sociaux-démocrates lors des élections régionales du 14 mai 2000. Lors du scrutin, au cours duquel il est réélu dans la 125e circonscription, le SPD obtient 42,8 % des suffrages exprimés, ce qui lui accorde 102 députés sur 231. S'il reste le premier parti du Land, avec près de six points d'avance sur la CDU de Jürgen Rüttgers, le SPD recule de trois points et réalise son plus mauvais résultat depuis 1958, passant pour la toute première fois de son histoire régionale sous les 43 % des voix. Malgré le fait que les Grünen connaissent un recul similaire, la coalition au pouvoir conserve sa majorité et peut ainsi former le cabinet Clement II.
Il renonce en 2001 à ses fonctions de vice-président et membre du comité directeur du parti dans le Land.

### À la tête d'un «super-ministère» fédéral
Après avoir passé moins de quatre ans et demi au pouvoir à Düsseldorf, Wolfgang Clement démissionne le 22 octobre 2002. Ce même jour, il est nommé ministre fédéral de l'Économie et du Travail dans le cabinet Schröder II. À la tête de ce nouveau département, qualifié de « super-ministère », il a pour objectif de diviser le chômage par deux en trois ans. Favorable à la libéralisation du marché du travail, notamment l'assouplissement de la loi sur les licenciements et la libre concurrence dans le placement des chômeurs, il est l'un des principaux soutiens de l'Agenda 2010. Au sein du gouvernement fédéral, il s'oppose régulièrement à Jürgen Trittin, ministre fédéral de l'Environnement, au sujet de la sortie du nucléaire civil.

### Démission du SPD
Ne s'étant pas présenté au Bundestag lors des élections fédérales anticipées du 18 septembre 2005, Wolfgang Clement se retire de la vie politique. Il quitte ses fonctions de vice-président du SPD le 15 novembre, puis le gouvernement une semaine plus tard. Il rejoint ensuite le secteur privé, notamment les entreprises du domaine de l'énergie.
Après avoir ouvertement critiqué la politique énergétique prônée par Andrea Ypsilanti lors de la campagne pour les élections régionales de janvier 2008 en Hesse, il est exclu du parti par décision de la commission d'arbitrage du SPD de Rhénanie-du-Nord-Westphalie, le 31 juillet suivant. Il fait appel de la décision devant la commission fédérale d'arbitrage, qui annule son expulsion le 24 novembre. Cependant, il rend sa carte dès le lendemain.
À l'approche des élections fédérales du 27 septembre 2009, il déclare que le Parti libéral-démocrate (FDP) représente à ses yeux la seule force de progrès et qu'il votera, dans sa circonscription, pour  Guido Westerwelle. Lors de la campagne pour les élections régionales du 9 mai 2010 en Rhénanie-du-Nord-Westphalie, il participe à un forum organisé par les députés régionaux du FDP. Deux ans plus tard, pendant la campagne pour les élections régionales anticipées du 13 mai 2012, il affirme publiquement son soutien à Christian Lindner, chef de file des libéraux.
Il est choisi en 2012 pour présider l'Initiative Neue Soziale Marktwirtschaft, un think tank libéral soutenu par des organisations patronales allemandes.
Il termine sa carrière dans la finance, comme associé de la société RiverRock Capital et administrateur de Citigroup Allemagne.

### Mort
Wolfgang Clement meurt le 27 septembre 2020 à Bonn, à l'âge de 80 ans, des suites d'un cancer du poumon.